# Nabil Bentaleb
Pour les articles homonymes, voir Bentaleb.
Nabil Bentaleb (en arabe : نبيل بن طالب), né le 24 novembre 1994 à Lille, est un footballeur international algérien qui évolue au poste de milieu relayeur au LOSC Lille.

## Biographie

### Carrière

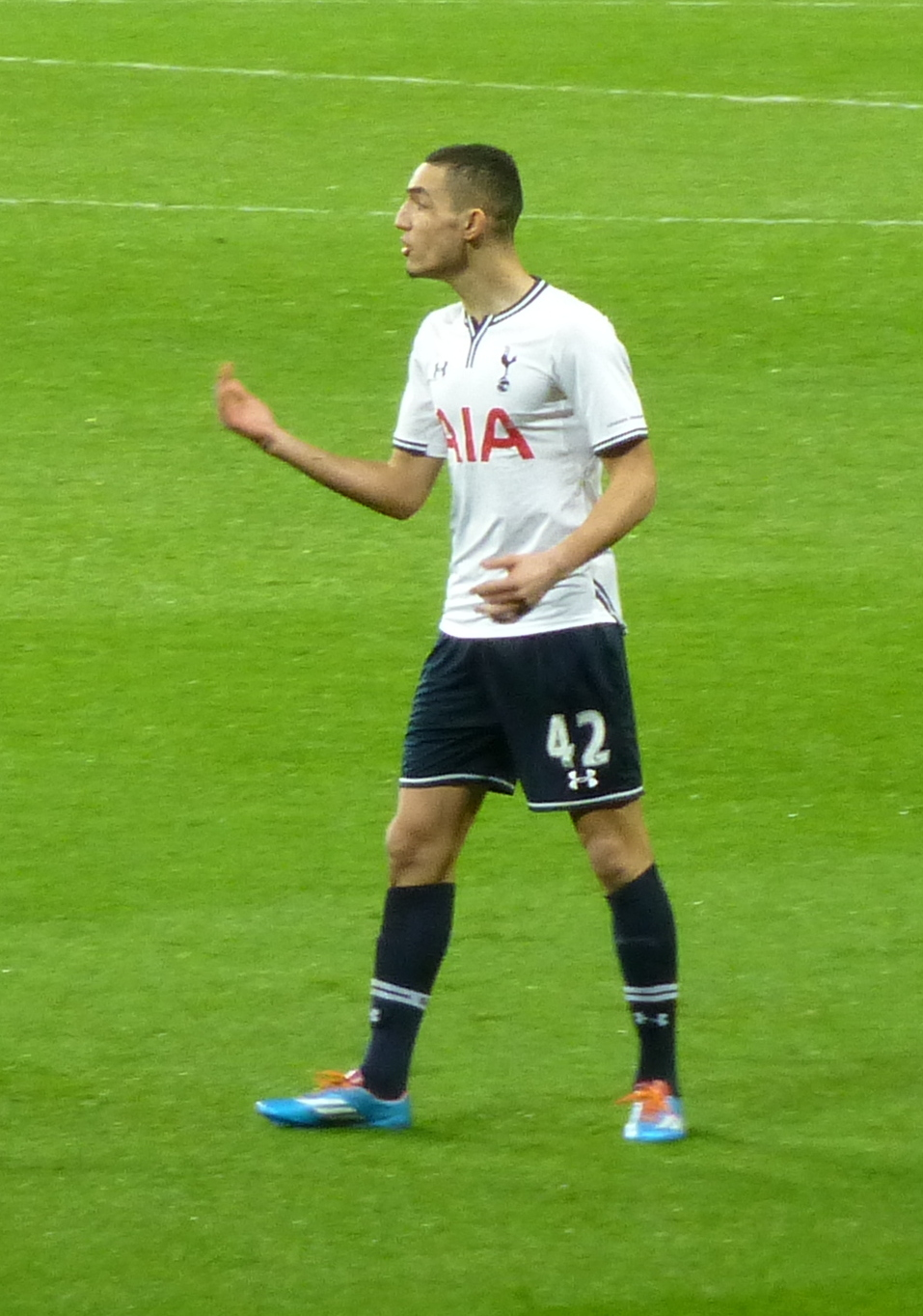
Bentaleb sous le maillot des Spurs en 2014.

Né le 24 novembre 1994 à Lille, Nabil Bentaleb grandit à Wazemmes où il s'initie au football. Ses parents algériens sont originaires de Mostaganem en Algérie. Son poste de prédilection est milieu de terrain. Il intègre le centre de formation du Lille OSC où il effectue sa formation. Il est écarté du centre de formation du LOSC en 2009. 
Après son départ de Luchin, Nabil Bentaleb poursuit sa formation au Royal Excelsior Mouscron en Belgique, mais le club fait faillite. Il signe alors à l'USL Dunkerque chez les moins de 17 ans.
Ses performances au milieu de terrain lui valent d'être repéré par un agent de joueur qui lui propose un essai en Angleterre, à Birmingham City. Il intègre finalement, en 2011, l'Academy du club londonien de Tottenham Hotspur.
Nommé sur le banc, Tim Sherwood, son ancien entraîneur en équipe réserve, le lance chez les professionnels, à l’âge de 19 ans, le 22 décembre 2013, lors d'une rencontre à l'extérieur disputée face à Southampton FC en Premier League. Bentaleb n'a plus quitté l'équipe les années suivantes et a signé un contrat de cinq ans avec son club.
Le 1er avril 2014, Nabil Bentaleb est inscrit dans le classement des meilleurs talents de moins de 20 ans par la Gazzetta dello Sport, journal sportif italien.
Le 25 août 2016, il est prêté par Tottenham au club allemand Schalke 04, il y porte le numéro 10. Le 24 février 2017, Tottenham annonce que l'option d'achat incluse dans le prêt est levé par le club allemand, pour un montant avoisinant les 20 millions d'euros.
Le 21 janvier 2020, le Schalke 04 annonce que Nabil Bentaleb va être prêté à Newcastle pour la prochaine saison. Le 3 octobre 2020, Nabil Bentaleb joue son centième match pour son club de Schalke 04 contre le RB Leipzig.
Le 6 janvier 2022, Nabil Bentaleb s'engage libre au Angers SCO jusqu'en 2025. Le 28 août 2023, il est transféré, après une longue période d’attente à la suite d'une anomalie détectée lors de la visite médicale en juillet. Il revient au LOSC Lille en signant un contrat de 3 ans.
Le dimanche 16 février 2025, lors de son retour sur les terrains huit mois après son accident cardiaque en juin 2024, il délivre le LOSC quelques minutes après son retour sur les terrains lors de la 22e journée à Rennes en ouvrant le score (victoire 0-2) à la 80e minute.
Il est désormais le premier joueur de Ligue 1 à jouer avec un défibrilateur cardiaque.

### En équipe nationale
Il débute au niveau international avec l'équipe de France des moins de 19 ans en disputant la deuxième mi-temps d'un match amical face à l'Allemagne. Il demeure cependant éligible pour une sélection en équipe d'Algérie, dont le staff se montre intéressé par son profil après ses performances remarquées avec Tottenham. Supervisé dans un premier temps par Noureddine Kourichi, le 29 janvier 2014, lors de la rencontre de Premier League entre Tottenham et Manchester City (1-5) , Nabil Bentaleb décide au terme d'une rencontre avec le président de la fédération Mohamed Raouraoua, le 14 février 2014, d'opter officiellement pour l'équipe nationale d'Algérie. Aussitôt la Fédération algérienne de football publie un communiqué sur son site dans lequel elle confirme le choix définitif du joueur et annonce qu'il sera convoqué pour le match amical face à la Slovénie, le 5 mars 2014 à Blida. Le 31 mai 2014, il fête sa deuxième sélection en équipe nationale face à l'Arménie, victoire 3 à 1 de l'Algérie. Il inscrit son premier but avec l'équipe nationale lors de sa troisième sélection le 4 juin 2014 en match amical contre l’équipe nationale de Roumanie. 
Nabil Bentaleb fait partie des 23 joueurs sélectionnés pour participer à la Coupe du monde 2014 au Brésil.  L'année suivante, il participe à la Coupe d'Afrique des nations 2015 et deux ans plus tard à la Coupe d'Afrique des nations 2017. Le 29 décembre 2023, il est retenu dans la liste des vingt-sept joueurs algériens sélectionnés par Djamel Belmadi pour disputer la Coupe d'Afrique des nations 2023.

## Polémique
Le 19 mai 2024, la Ligue de football professionnel apporte son soutien à la Journée mondiale contre l'homophobie, la transphobie et la biphobie. Ce jour-là, Nabil Bentaleb refuse de poser devant une bannière dénonçant l'homophobie. Il reste en retrait, derrière les autres joueurs, nouant ses lacets. Un groupe de supporters LGBT du football français annonce son intention de porter plainte.

## Statistiques

### En club
| Saison                | Club                    | Championnat           | Championnat | Championnat | Championnat | Coupe nationale | Coupe nationale | Coupe nationale | Coupe de la Ligue | Coupe de la Ligue | Coupe de la Ligue | Compétition(s) continentale(s) | Compétition(s) continentale(s) | Compétition(s) continentale(s) | Compétition(s) continentale(s) | Total | Total | Total |
| Saison                | Club                    | Division              | M.          | B.          | P.d.        | M.              | B.              | P.d.            | M.                | B.                | P.d.              | Comp.                          | M.                             | B.                             | P.d.                           | M.    | B.    | P.d.  |
| 2013-2014             | Tottenham Hotspur       | Premier League        | 15          | 0           | 1           | 1               | 0               | 0               | 0                 | 0                 | 0                 | C3                             | 4                              | 0                              | 0                              | 20    | 0     | 1     |
| 2014-2015             | Tottenham Hotspur       | Premier League        | 26          | 0           | 2           | -               | -               | -               | 3                 | 1                 | 0                 | C3                             | 6                              | 0                              | 1                              | 35    | 1     | 3     |
| 2015-2016             | Tottenham Hotspur       | Premier League        | 5           | 0           | 0           | 4               | 0               | 1               | -                 | -                 | -                 | C3                             | 2                              | 0                              | 0                              | 11    | 0     | 1     |
| Sous-total            | Sous-total              | Sous-total            | 46          | 0           | 3           | 5               | 0               | 1               | 3                 | 1                 | 0                 | -                              | 12                             | 0                              | 1                              | 66    | 1     | 5     |
| 2016-2017             | Schalke 04              | Bundesliga            | 32          | 5           | 5           | 3               | 0               | 1               | -                 | -                 | -                 | C3                             | 9                              | 2                              | 0                              | 44    | 7     | 6     |
| 2017-2018             | Schalke 04              | Bundesliga            | 16          | 4           | 3           | 3               | 0               | 0               | -                 | -                 | -                 | -                              | -                              | -                              | -                              | 19    | 4     | 3     |
| 2018-2019             | Schalke 04              | Bundesliga            | 25          | 3           | 0           | 3               | 2               | 0               | -                 | -                 | -                 | C1                             | 6                              | 3                              | 0                              | 34    | 8     | 0     |
| 2020-2021             | Schalke 04              | Bundesliga            | 9           | 0           | 0           | 1               | 0               | 0               | -                 | -                 | -                 | -                              | -                              | -                              | -                              | 10    | 0     | 0     |
| Sous-total            | Sous-total              | Sous-total            | 82          | 12          | 8           | 10              | 2               | 1               | -                 | -                 | -                 | -                              | 15                             | 5                              | 0                              | 107   | 19    | 9     |
| 2019-2020             | Newcastle United (prêt) | Premier League        | 12          | 0           | 0           | 3               | 0               | 0               | -                 | -                 | -                 | -                              | -                              | -                              | -                              | 15    | 0     | 0     |
| 2021-2022             | Angers SCO              | Ligue 1               | 18          | 1           | 0           | -               | -               | -               | -                 | -                 | -                 | -                              | -                              | -                              | -                              | 18    | 1     | 0     |
| 2022-2023             | Angers SCO              | Ligue 1               | 30          | 4           | 4           | 3               | 0               | 0               | -                 | -                 | -                 | -                              | -                              | -                              | -                              | 33    | 4     | 4     |
| Sous-total            | Sous-total              | Sous-total            | 48          | 5           | 4           | 3               | 0               | 0               | -                 | -                 | -                 | -                              | -                              | -                              | -                              | 51    | 5     | 4     |
| 2023-2024             | LOSC Lille              | Ligue 1               | 26          | 0           | 3           | 1               | 0               | 0               | -                 | -                 | -                 | C4                             | 7                              | 0                              | 0                              | 34    | 0     | 3     |
| 2024-2025             | LOSC Lille              | Ligue 1               | 10          | 1           | 0           | -               | -               | -               | -                 | -                 | -                 | -                              | -                              | -                              | -                              | 10    | 1     | 0     |
| 2025-2026             | LOSC Lille              | Ligue 1               | 1           | 0           | 0           | -               | -               | -               | -                 | -                 | -                 | -                              | -                              | -                              | -                              | 1     | 0     | 0     |
| Sous-total            | Sous-total              | Sous-total            | 37          | 1           | 3           | 1               | 0               | 0               | -                 | -                 | -                 | -                              | 7                              | 0                              | 0                              | 45    | 1     | 3     |
| Total sur la carrière | Total sur la carrière   | Total sur la carrière | 225         | 18          | 18          | 22              | 2               | 2               | 3                 | 1                 | 0                 | -                              | 34                             | 5                              | 1                              | 284   | 26    | 21    |

### En sélection nationale
| Saison                | Sélection             | Phases finales        | Phases finales | Phases finales | Phases finales | Éliminatoires CDM | Éliminatoires CDM | Éliminatoires CDM | Éliminatoires CAN | Éliminatoires CAN | Éliminatoires CAN | Matchs amicaux | Matchs amicaux | Matchs amicaux | Total | Total | Total |
| Saison                | Sélection             | Compétition           | M              | B              | Pd             | M                 | B                 | Pd                | M                 | B                 | Pd                | M              | B              | Pd             | M     | B     | Pd    |
| --------------------- | --------------------- | --------------------- | -------------- | -------------- | -------------- | ----------------- | ----------------- | ----------------- | ----------------- | ----------------- | ----------------- | -------------- | -------------- | -------------- | ----- | ----- | ----- |
| 2013-2014             | Algérie               | Coupe du monde 2014   | 3              | 0              | 0              | -                 | -                 | -                 | -                 | -                 | -                 | 3              | 1              | 0              | 6     | 1     | 0     |
| 2014-2015             | Algérie               | CAN 2015              | 4              | 1              | 0              | -                 | -                 | -                 | 4                 | 1                 | 0                 | 3              | 0              | 0              | 11    | 2     | 0     |
| 2015-2016             | Algérie               | -                     | -              | -              | -              | 2                 | 0                 | 0                 | -                 | -                 | -                 | -              | -              | -              | 2     | 0     | 0     |
| 2016-2017             | Algérie               | CAN 2017              | 3              | 0              | 0              | 1                 | 1                 | 0                 | 2                 | 0                 | 0                 | 2              | 1              | 0              | 8     | 2     | 0     |
| 2017-2018             | Algérie               | -                     | -              | -              | -              | 2                 | 0                 | 0                 | -                 | -                 | -                 | 3              | 0              | 0              | 5     | 0     | 0     |
| 2018-2019             | Algérie               | -                     | -              | -              | -              | -                 | -                 | -                 | 3                 | 0                 | 0                 | -              | -              | -              | 3     | 0     | 0     |
| 2022-2023             | Algérie               | -                     | -              | -              | -              | -                 | -                 | -                 | 3                 | 0                 | 0                 | 5              | 0              | 0              | 8     | 0     | 0     |
| 2023-2024             | Algérie               | CAN 2023              | 3              | 0              | 0              | 3                 | 0                 | 0                 | -                 | -                 | -                 | 4              | 0              | 0              | 10    | 0     | 0     |
| 2024-2025             | Algérie               | -                     | -              | -              | -              | -                 | -                 | -                 | -                 | -                 | -                 | 2              | 1              | 1              | 2     | 1     | 1     |
| Total sur la carrière | Total sur la carrière | Total sur la carrière | 13             | 1              | 0              | 8                 | 1                 | 0                 | 12                | 1                 | 0                 | 22             | 3              | 1              | 55    | 6     | 1     |

#### Matchs internationaux
Le tableau suivant liste les rencontres de l'équipe d'Algérie dans lesquelles Nabil Bentaleb a été sélectionné depuis le 5 mars 2014 jusqu'à présent.

## Palmarès

### Palmarès en club
| Tottenham Hotspur                                 |
| ------------------------------------------------- |
| - Coupe de la Ligue anglaise : - Finaliste : 2015 |

## Distinctions personnelles
- Élu joueur du club du mois d’octobre 2016 du FC Schalke 04.
- Trophée « Rookie Award » 2016/2017 du joueur le plus prometteur recruté cette saison par un club de Bundesliga.
- Nommé au Golden Boy Award en 2014.
- But de la saison 2016-2017 en Bundesliga.
- Nommé pour le Prix Marc-Vivien Foé 2024[17].